# Roberto Cairo
Roberto Andrés Cairo Pablo (Castillejo de Martín Viejo, Ciudad Rodrigo, Salamanca, 3 de maig de 1963 - Madrid, 28 d'agost de 2014) va ser un actor espanyol de cinema i televisió.
Va debutar el 1984 com a actor en l'obra teatral Las mujeres sabias (encara que abans havia participat en grups de teatre estudiantils, en l'institut Cervantes, de Madrid), i més tard va començar a realitzar papers com a actor de repartiment per a pel·lícules i sèries de televisió.

## Trajectòria

### Televisió
El seu paper més destacat va ser en la sèrie Cuéntame cómo pasó, on interpretava a Desiderio Quijo, el millor amic de Antonio Alcántara (Imanol Arias) i marit de Clara (Silvia Espigado), la mare de Josete (Santiago Crespo), i que malgrat tenir poc pes en els primers capítols, va anar adquirint protagonisme i pes en les trames fins a convertir-se en un dels principals actors de repartiment.
Altres papers destacats en la carrera de Roberto van ser en les sèries Los ladrones van a la oficina, com l' Inspector Gutiérrez, i a la sèrie Señor alcalde, on interpretava a Luis.
- La forja de un rebelde (1990)
- Farmacia de guardia (1991 1x11 Episódico)
- Los ladrones van a la oficina, Antena 3 (1993-1995)
- Lleno, por favor, Antena 3 (1993)
- Mamá, quiero ser artista, Antena 3 (1997)
- Señor alcalde, Telecinco (1998)
- Cuéntame cómo pasó, TVE (2001-2014)
- La que se avecina, com Conrado, l'advocat d'Antonio Recio, Telecinco (2011)
- Colgados, Telecinco (2013)

### Cinema i pel·lícules per a la televisió
Els seus primers papers van ser en telefilmes realitzats per a Televisió Espanyola, com la pel·lícula Miguel Servet en 1988, i en 1990 destaca com a actor de repartiment en la pel·lícula 'La otra cara de Rosendo Juárez, protagonitzada per Antonio Banderas. En 1994 obtindria el seu primer paper principal com a actor a la pel·lícula Ana y los Davis.
En els anys següents, va participar tant en pel·lícules de cinema espanyol com en produccions televisives, exercint papers en la seva majoria, de repartiment.
- Amo tu cama rica, 1992
- Yo me bajo en la próxima, ¿y usted?, 1992
- Mi hermano del alma, 1993
- Dame algo, 1997
- Ana y los Davis, 1994 (actor principal)
- Cachito, 1995 com a Guardia Civil
- Brujas, 1996
- Grandes ocasiones, 1998
- Fugitivas, 2000
- Viento del pueblo: Miguel Hernández 2001
- Vivancos 3, 2002
- Locos por el sexo, 2006
- La revolución de los ángeles, 2015

### Teatre
Entre les seves incursions teatrals pot esmentar-se l'adaptació, direcció i interpretació de l'obra Petición de mano, d'Anton Txèkhov, en 2003.

#### Nominacions i altres treballs
- Va estar nominat als premis de la Unión de Actores a millor Actor de Repartiment en 2006 pel seu paper en Cuéntame.
- Col·laboració especial en el curtmetratge burgalès El Tiempo todo Locura (o la increíble historia de Abel el Largo) 2010
- Va participar en un vídeo promocional de SEGA (videojocs) anomenat La ley del más fuerte, hfent de polític en un discurs.
- Director del curtmetratge de terror quàntic Pandemonium (2011), gravat en la localitat burgalesa de Hontoria de la Pineda (Equip tècnic: Joel Canovas, Fabián González, Yago Cuántico, David Alba).
- Director del curtmetratge de terror quàntic Mineral (2011), gravat en la localitat salamanquina de Ciudad Rodrigo i Castillejo De Martín Viejo.
- Director i Productor del curtmetratge Ángel; un Giallo Cuántico. 2011 Valencia.
- La revolución de los ángeles (2014), interpretant un malalt terminal que decideix assassinar un polític corrupte.

### Defunció
Va morir el 28 d'agost de 2014 a causa d'un càncer de pulmó. Va ser incinerat en la intimitat.